# Шуерецкое
Шуере́цкое (карел. Šuiku, фин. Suiku) — село в Беломорском районе Карелии. Входит в состав Сосновецкого сельского поселения.

## География
Расположено в Беломорской Карелии в устье реки Шуи у побережья Белого моря, примерно на середине пути между Беломорском и Кемью и находится приблизительно в 30 километрах от каждого из них. К западу от села находится железнодорожная станция Шуерецкая. Вблизи села находится Тербеостровское месторождение граната.

## История
Первое письменное упоминание — в Проторной книге 1710 года.
Шуерецкая волость
Шуерецкая волость известна с XVI века. На севере волость граничила с Кемью, на востоке была ограничена Белым морем, на юге граничила с Сорокской волостью, а на западе с Маслозерской. В 1907 году население волости составляло 1844 человека. Всё население было русским. Волость упразднили в 1920-х годах. Первоначально территорию упразднённой волости включили в состав Кемского района, однако затем передали в состав Беломорского района.
Шуерецкий сельсовет
Шуерецкий сельсовет входил в состав Беломорского района, граничил с Кемским районом на севере, на востоке был ограничен Белым морем, на юге граничил с Беломорским горсоветом, а на западе с Тунгудским сельсоветом. Помимо материковой части в состав сельсовета входил Шуйостров, а также, находящиеся значительно дальше в Онежской губе, острова Большой Жужмуй и Малый Жужмуй.
11 ноября 1937 года по необоснованному обвинению в контрреволюционной деятельности, решением Особой тройки НКВД Карельской АССР, был расстрелян священник Шуерецкой церкви Фёдор Иванович Демидов (1879—1937).
В 1987 году население сельсовета составляло порядка 500 человек. В состав села Шуерецкое входила деревня Остров Большой Жужмуй, расположенная на одноимённом острове в 60 километрах от села. Ныне территория сельсовета является частью Сосновецкого сельского поселения.

## Население
| 2002 | 2009 | 2010 | 2013 |
| ---- | ---- | ---- | ---- |
| 317  | ↘262 | ↘204 | ↘186 |

## Культура
Центр культурной жизни села — библиотека-музей им. А. Н. Савина.
В селе сохраняются могилы воинов, участников Гражданской и Великой Отечественной войн.
В селе находятся памятники истории:
- Дом, в котором в 1894—1919 годах проживал активист установления Советской власти в Карелии, учитель Пётр Михайлович Андреев (1894—1941)
- Дом, в котором в 1909—1918 годах жил Александр Александрович Каменев, один из организаторов установления Советской власти в Карельском поморье, расстрелянный интервентами Антанты 2 июля 1918 года.

## Известные уроженцы
В селе Шуерецком родились:
- учёный-историк Я. А. Балагуров (1904—1977)
- железнодорожник, Герой Социалистического Труда И. Ф. Егоров (1911—1979)